# Fayette County (Illinois)
Das Fayette County ist ein County im US-amerikanischen Bundesstaat Illinois. Im Jahr 2010 hatte das County 22.140 Einwohner und eine Bevölkerungsdichte von 11,9 Einwohnern pro Quadratkilometer. Der Sitz der Countyverwaltung (County Seat) ist in Vandalia.

## Geografie
Das County liegt im mittleren Süden von Illinois. Es hat eine Fläche von 1879 Quadratkilometern, wovon 23 Quadratkilometer Wasserflächen sind. An das Fayette County grenzen folgende Nachbarcountys:
| Montgomery County |               | Shelby County    |
| Bond County       |               | Effingham County |
| Clinton County    | Marion County | Clay County      |

## Geschichte

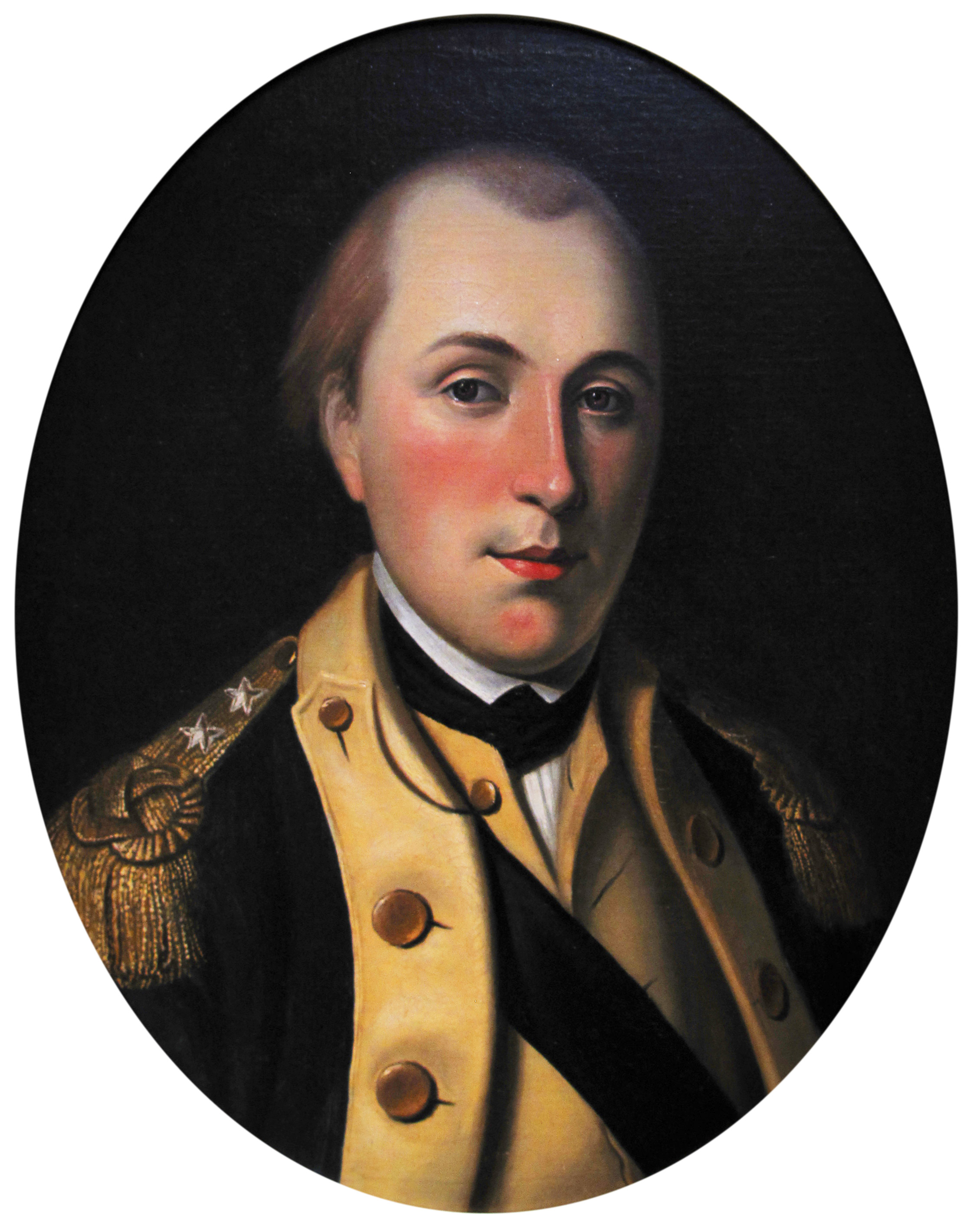
Marie-Joseph Motier

Das Fayette County wurde am 14. Februar 1821 aus Teilen des Bon-, Clark- und Crawford Countys gebildet und benannt nach Marie-Joseph Motier, Marquis de La Fayette, der den französischen Kolonisten im Revolutionskrieg gegen die Briten half.
Gegen Ende des Jahres 1834 begann Abraham Lincoln, der spätere 16. Präsident der Vereinigten Staaten, seine Karriere als Rechtsanwalt in diesem County.

### Territoriale Entwicklung

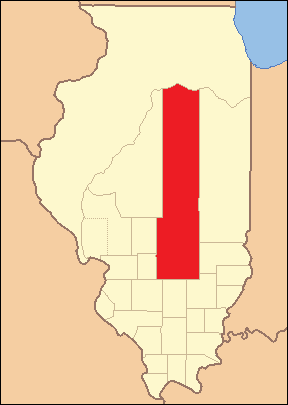
Das Fayette County zwischen 1821 und 1823
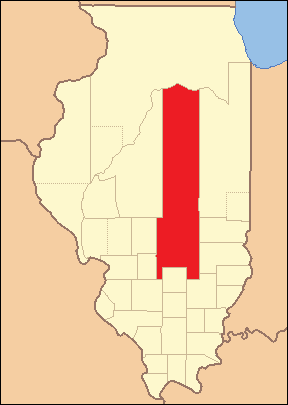
1823 bis 1824
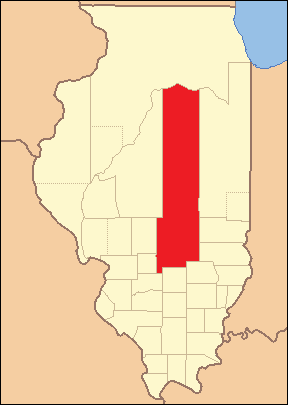
1824 bis 1827
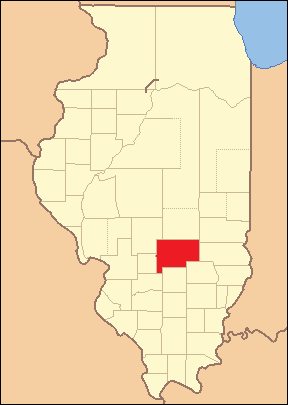
1827 bis 1831
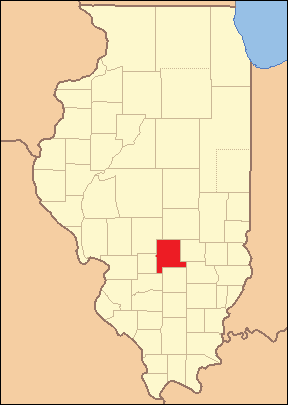
1831 bis heute

## Demografische Daten
Nach der Volkszählung im Jahr 2010 lebten im Fayette County 22140 Menschen in 8176 Haushalten. Die Bevölkerungsdichte betrug 11,9 Einwohner pro Quadratkilometer. In den 8176 Haushalten lebten statistisch je 2,66 Personen.
Ethnisch betrachtet setzte sich die Bevölkerung zusammen aus 93,9 Prozent Weißen, 4,6 Prozent Afroamerikanern, 0,2 Prozent amerikanischen Ureinwohnern, 0,2 Prozent Asiaten sowie aus anderen ethnischen Gruppen; 1,0 Prozent stammten von zwei oder mehr Ethnien ab. Unabhängig von der ethnischen Zugehörigkeit waren 1,5 Prozent der Bevölkerung spanischer oder lateinamerikanischer Abstammung.
22,0 Prozent der Bevölkerung waren unter 18 Jahre alt, 61,7 Prozent waren zwischen 18 und 64 und 16,3 Prozent waren 65 Jahre oder älter. 47,4 Prozent der Bevölkerung war weiblich.
Das jährliche Durchschnittseinkommen eines Haushalts lag bei 41.269 USD. Das Pro-Kopf-Einkommen betrug 21.663 USD. 16,1 Prozent der Einwohner lebten unterhalb der Armutsgrenze.

## Ortschaften im Fayette County
Citys
- St. Elmo
- Vandalia

Villages
| - Bingham - Brownstown - Farina1 | - Ramsey - St. Peter |

Unincorporated Communities
| - Augsburg - Avena - Bayle City - Bluff City - Confidence - Dressor | - Hagarstown - Hanson - Holliday - Jimtown - La Clede - Loogootee | - Pittsburg - Post Oak - Pruett - Saint James - Saint Paul - Sefton | - Shafter - Shobonier - Vera - Wrights Corner |

1 zu einem kleineren Teil im Marion County

## Gliederung
Das Fayette County ist in 20 Townships eingeteilt:
| Township               | Einwohner (2010) | FIPS     |
| ---------------------- | ---------------- | -------- |
| Avena Township         | 2010             | 17-03155 |
| Bear Grove Township    | 599              | 17-04377 |
| Bowling Green Township | 457              | 17-07562 |
| Carson Township        | 141              | 17-11501 |
| Hurricane Township     | 257              | 17-36802 |
| Kaskaskia Township     | 650              | 17-39116 |
| La Clede Township      | 909              | 17-40533 |
| Lone Grove Township    | 656              | 17-44459 |
| Loudon Township        | 954              | 17-44901 |
| Otego Township         | 1511             | 17-56913 |

| Township                 | Einwohner (2010) | FIPS     |
| ------------------------ | ---------------- | -------- |
| Pope Township            | 213              | 17-61106 |
| Ramsey Township          | 1851             | 17-62640 |
| Sefton Township          | 599              | 17-68549 |
| Seminary Township        | 498              | 17-68601 |
| Shafter Township         | 485              | 17-68926 |
| Sharon Township          | 2441             | 17-69017 |
| South Hurricane Township | 308              | 17-70876 |
| Vandalia Township        | 6629             | 17-77330 |
| Wheatland Township       | 467              | 17-81022 |
| Wilberton Township       | 505              | 17-81568 |